# Pitta anerythra
Pitta anerythra е вид птица от семейство Pittidae. Видът е световно застрашен, със статут Уязвим.

## Разпространение
Разпространен е в Папуа-Нова Гвинея и Соломоновите острови.